# Convair
«Ко́нвэр» (англ. Convair), сокращённо от «Консолидейтед Валти Эркрафт» (англ. Consolidated Vultee Aircraft) — бывшая американская авиастроительная компания, основанная в 1943 году слиянием компаний Consolidated Aircraft и Vultee Aircraft. 
Новообразованный концерн стал одним из ведущих производителей аэрокосмической отрасли США.
«Конвэр» выпускал такие передовые для своего времени самолёты, как бомбардировщик B-36 и истребители F-102 Delta Dagger (первый серийный боевой самолёт с треугольным крылом, первый сверхзвуковой всепогодный перехватчик и первый перехватчик с исключительно ракетным оружием) и F-106 Delta Dart. 
Также «Конвэр» были разработаны и производились первые ракеты семейства «Атлас», включая те, которые были использованы для первых американских пилотируемых орбитальных полётов по программе «Меркурий». Следующая разработка компании, ракета-носитель «Атлас-Центавр», продолжила эти успехи: различные её элементы оставались в эксплуатации вплоть до 2010 года.
В 1994 году большинство подразделений компании было продано владельцем («Дженерал Дайнемикс») компаниям «Макдоннел Дуглас» и «Локхид», а оставшиеся были окончательно расформированы к 1996 году.

## История

### Происхождение
Корпорация «Консолидейтед Валти Эркрафт», чьё имя было в течение времени изменено на «Конвэр», «Конвэр Корпорейшн» (англ. Convair Corporation) и похожие названия,  существовала как организация с 1943 по 1994 годы, хотя компания «Консолидейтед Эркрафт» существовала и ранее и изготавливала самолёты, ставшие важной частью воздушных флотов ряда стран во время Второй мировой войны. Особенно это касается морского патрульного бомбардировщика «Каталина», использовавшегося американскими, канадскими, британскими воздушными силами и некоторыми другими. «Каталина» производился вплоть до мая 1945 года, всего было построено более четырёх тысяч самолётов. Тот актив, который вскоре получит наименование «Конвэр» (сначала неофициально, но затем оно будет закреплено за компанией и юридически), был создан в 1943 году в результате слияния компаний «Консолидейтед Эркрафт» и «Валти Эркрафт». Слияние породило достаточно мощную для того периода времени авиастроительную фирму, хотя и меньшую, чем такие гиганты как «Дуглас Эркрафт», «Боинг» и «Локхид».
«Конвэр» большинство своих исследований, разработок и производственных операций выполняла в Сан-Диего в Южной Калифорнии и близлежащих округах, хотя привлекались и другие регионы тоже.

### Реактивная эра, Холодная война и космическая эра
В марте 1953 года компания «Конвэр» была куплена у холдинга «Атлас» (Atlas Corporation) корпорацией «Дженерал Дайнемикс», конгломератом военных и высокотехнологичных предприятий, став официально отделением «Convair Division» в составе «Дженерал Дайнемикс».
С началом в 1950-х годах «реактивной эры» и распространением реактивных истребителей и бомбардировщиков, «Конвэр» стала первопроходцем в проектировании таких самолётов с дельтавидным крылом, наряду с французской «Дассо авиасьон», спроектировавшей и изготовившей планер истребителя «Мираж».
Одним из самых известных в линейке продукции «Конвэр» был десятидвигательный стратегический бомбардировщик Convair B-36, в качестве движителей которого выступали шесть толкающих воздушных винтов приводимых во вращение радиальными поршневыми двигателями Pratt & Whitney плюс четыре турбореактивных двигателя. B-36 был самым большим в мире бомбардировщиком с поршневыми двигателями.
Межконтинентальная баллистическая ракета (МБР) «Atlas», истребители-перехватчики с треугольным крылом F-102 Delta Dagger и F-106 Delta Dart, а также сверхзвуковой межконтинентальный бомбардировщик B-58 Hustler, нёсший на борту ядерные бомбы, были в числе основной продукции «Конвэр».
В 1960-х годах «Конвэр» производила собственную линейку реактивных коммерческих авиалайнеров Convair 880 и Convair 990, однако работа в данном секторе авиастроения не дала компании желаемой прибыли. Тем не менее, в «Конвэр» обнаружили, что её деятельность в направлении гражданской авиации может приносить прибыль в сфере производства и поставки крупных составных частей авиалайнеров (например, фюзеляжей) таким крупным изготовителям гражданских самолётов, как «Макдоннел Дуглас», «Боинг» и «Локхид».
Отделение «Конвэр Дивижн», выпустив до 1965 года несколько лайнеров собственной конструкции, переключилось на роль подрядчика по проектам поставки планеров и их элементов другим компаниям.
Также компания перераспределила финансовые средства и свои усилия в пользу космической продукции, особенно ракет-носителей. Производившаяся «Конвэр» для ВВС США стратегическая ракета (МБР) «Атлас» на низкокипящих (криогенных) компонентах топлива, как боевая ракета, устарела в течение всего нескольких лет с момента постановки на боевое дежурство и была заменена на мощную жидкостную МБР на высококипящих (долгохранимых) компонентах топлива «Титан-2» и компактную твердотопливную ракету «Минитмен», обе подземного, шахтного базирования.
В «Конвэр» напряжённо работали над превращением МБР «Атлас» в исключительно надёжную космическую ракету-носитель (РН), особенно в варианте с использованием верхней ступени «Центавр» (РН «Атлас-Центавр»), планировавшемся для запуска на геосинхронную орбиту спутников связи и космических зондов. Верхняя ступень «Центавр» также разрабатывалась и изготавливалась компанией «Конвэр» и являлась первой широко применяемой ступенью космической ракеты-носителя использовавшей полностью криогенное сочетание компонентов ракетного топлива: горючее — жидкий водород, окислитель — жидкий кислород. Использование в период эксплуатации «Центавра» этой эффективной, полностью криогенной топливной пары, дало ценный практический опыт, напрямую способствовавший принятию решения об использовании этого же топлива на второй и третьей ступенях огромной лунной ракеты «Сатурн-5» пилотируемой программы «Аполлон». Третья ступень S-IVB РН «Сатурн-5» ранее была также использована в качестве второй ступени РН меньшей размерности «Сатурн-1Б», применявшейся, в частности, в пилотируемой миссии «Аполлон-7». Ступень «Центавр» разрабатывалась, начиная с 1966 года, для применения в запусках лунных посадочных аппаратов по программе «Сервейер», с целью увеличения степени приращения скорости выводимой ракетами-носителями «Атлас» полезной нагрузки, а также увеличения грузоподъёмности РН в интересах доставки к Луне требуемой массы космических аппаратов «Сервейер».
Более сотни РН «Атлас-Центавр» компании «Конвэр» (включая её последующие модификации) были успешно использованы в запусках более сотни космических аппаратов, среди которых автоматические межпланетные станции «Пионер-10» и «Пионер-11», запущенные по траектории, позволяющей покинуть Солнечную систему и выйти в межзвёздное пространство.
Помимо самолётов, ракет и космических аппаратов, в «Конвэр» была разработана электронно-лучевая трубка типа «Charactron», предназначенная для использования  в дисплеях компьютеров.
Среди менее значимых продуктов компании — алгоритмы CORDIC, нашедшие широкое применение в расчётах тригонометрических функций в калькуляторах, программируемых вентильных матрицах, и других небольших электронных системах.

### Ликвидация компании
В 1994 году корпорация «Дженерал Дайнемикс» разделила и продала отделение «Convair», вместе с другими своими аэрокосмическими подразделениями, входившими в состав корпорации на протяжении десятилетий. Компания, производившая планер и его компоненты, а также компания-изготовитель ракет-носителей (обе размещались главным образом в Калифорнии) были проданы корпорации «Макдоннел Дуглас».
Завод в Форт-Уэрте (штат Техас) и связанные с ним проектные заведения и лаборатории, использовавшиеся ранее для изготовления сотен истребителей-бомбардировщиков General Dynamics F-111 и истребителей F-16 Fighting Falcon для ВВС США, наряду с десятком менее масштабных проектов, были проданы вместе со всей интеллектуальной собственностью и юридическими правами на продукцию, которая была спроектирована и собрана на них, компании «Локхид».
В 1996 году «Дженерал Дайнемикс» расформировала все остальные оставшиеся на тот момент юридические лица отделения «Конвэр».

### Хронология
- 1923 — основание корпорации «Consolidated Aircraft Corporation» майором Рубеном Флитом;
- 1934 — концерн AVCO[англ.] приобрёл Airplane Development Corporation у компании Cord и сформировала корпорацию Aviation Manufacturing Corporation (AMC)[4];
- 1936 — AMC ликвидируется в интересах формирования подразделения «Vultee Aircraft Division», автономной дочерней компании AVCO;
- 1939 — подразделение «Vultee Aircraft Division» реорганизуется в независимую компанию Vultee Aircraft, Inc.
- 1941 — компания Consolidated Aircraft Corporation покупается AVCO
- 1943 — в ходе слияния Consolidated Aircraft и Vultee Aircraft образовывается Consolidated-Vultee, под управлением AVCO;
- 1947 — Convair приобретается Atlas Corporation и переходит под её контроль;
- 1953 — Convair покупается компанией General Dynamics
- 1985 — General Dynamics формирует из «Convair Space Program» подразделение «Space Systems Division»
- 1992 — ракетное подразделение «Missile Systems Division» продаётся Hughes Aircraft
- 1994 — космическое подразделение «Space Systems Division» покупается компанией Martin Marietta
- 1994 — отделение «Convair Aircraft Structures» продано компании McDonnell Douglas

## Продукция

### Авиация
- Vultee XA-41[англ.] (1944) — прототип штурмовика
- Convair XB-53 (1945) — предлагавшийся проект среднего реактивного бомбардировщика, проект закрыт до завершения изготовления прототипа
- Convair B-36 Peacemaker (1946) — межконтинентальный бомбардировщик
- Stinson 108[англ.] — (1946) — самолёт общего назначения
- Convair Model 110
  - Convair CV-240 (1947)
    - Convair CV-300
    - Convair CV-340
    - Convair CV-440 Metropolitan
      - Canadair CC-109 Cosmopolitan[англ.] — канадский лицензионный турбовентиляторный CV-440

    - Convair C-131 Samaritan[англ.]
    - Convair T-29
    - R4Y Samaritan
    - Convair CV-540 (1955)
    - Convair CV-580
    - Convair CV-600 (1965)
    - Convair CV-640
    - Convair CV5800
- Convair Model 118[англ.] ConvAirCar (1947)
- Convair XB-46[англ.] (1947)
- Convair XC-99 (1947)
- Convair XF-92[англ.] (1948)
- Convair R3Y Tradewind[англ.] (1950) — военная летающая лодка
- Convair X-6[англ.] (1951) — предложенный проект самолёта с ядерным двигателем
- Convair YB-60 (1952) — прототип реактивного бомбардировщика основанного на B-36
- Convair F-102 Delta Dagger (1953)
- Convair F2Y Sea Dart (1953)
- Convair XFY Pogo (1954)
- Convair XP6Y[англ.] (1955)
- SR-126 RoBo (1956) — воздушно-космический самолёт, планёр-бомбардировщик с выводом на орбиту при помощи РН, вооружённый КР с ЯБЧ (проект закрыт)
- Convair B-58 Hustler (1956)
- Convair F-106 Delta Dart (1956)
- Convair 880 реактивный авиалайнер (1959)
- Convair Kingfish[англ.] (1959) — предложенный проект малозаметного разведывательного самолёта, проект закрыт
- Convair 990 Coronado (1961) — реактивный авиалайнер
- Convair Model 48 Charger[англ.] (1964)
- Convair Model 49 — проект 1967 года

Примечание: обозначения самолётов ВВС и ВМС США начинающиеся с литеры «X» являются экспериментальными (англ. eXperimental) моделями изготавливавшимися, как правило, в малом количестве. Военные самолёты, обозначение которых начинается с префикса «Y» являются опытными образцами выпускавшимися небольшими партиями, в последующем они могли быть пущены в полномасштабное серийное производство, а могли и не выпускаться в дальнейшем вообще. По устаревшей системе обозначений ВМФ и Корпуса морской пехоты США, литера «Y» на конце обозначения идентифицировала продукцию компании «Convair» или «Consolidated», например летающая лодка PBY-5.

### Ракетная техника
- MX-541 (Anvil) — поршневой винтомоторный самолёт-снаряд, переоборудованный из тяжёлого бомбардировщика PB4Y, оснащённый системой дистанционного управления с самолёта сопровождения и снаряжённый зарядом взрывчатки (применялся дважды в экспериментальном порядке для проверки эффективности СС как управляемого вооружения); разработка велась, по заказу ВМС США, в 1944—1945 гг., на завершающем этапе Второй мировой войны,
- MX-774A — БРСД, модификация трофейной немецкой ракеты «Фау-2», одна из первых американских ракет такого типа (возможно первая)
- MX-774B (Hiroc) — БРСД, усовершенствованный вариант предыдущей модели
- MX-1593 (Atlas) — усовершенствованный вариант предыдущей модели, первая в мировой истории принятая на вооружение межконтинентальная баллистическая ракета, результат развития названных наработок ракетной программы Третьего рейха и труда привезенных из Германии в США немецких учёных и трофейной технической документации

- Convair X-11 (1957) — Atlas A, первый лётный прототип «Атласа»
- Convair X-12 (1958) — Atlas B, второй лётный прототип «Атласа»
- РН семейства «Atlas» — космические ракеты-носители семейства «Атлас»

- MX-2223 (Goose) — ракета-имитатор стратегического бомбардировщика, разрабатывавшаяся в качестве ложной цели для преодоления системы противовоздушной обороны противника
- MX-1964-A (Duck) — управляемая ракета класса «воздух—воздух» малой дальности для защиты сверхзвуковых бомбардировщиков B-58 от перехватчиков противника при преодолении ими системы ПВО СССР
- Old Rippy — противокорабельная ракета с АРЛ ГСН и ПВРД разрабатывавшаяся в послевоенный период в двух вариантах: корабельного базирования как ПКР и авиационного базирования как летающая торпеда (проект закрыт)[5]
- Sky Scorcher — управляемая ракета класса «воздух—воздух» сверхбольшой дальности (>230 км) с термоядерной боевой частью мощностью ок. 2 мт в эквиваленте для вооружения истребителей-перехватчиков типа F-106A с сопряжённой СУВ, предназначавшаяся для перехвата советских стратегических бомбардировщиков, разработка велась во второй половине 1950-х гг. (проект закрыт)[5]
- SLIM — противолодочная ракета корабельного базирования[источник не указан 1516 дней] (проект закрыт).
- RIM-2 Terrier (1951) — зенитный ракетный комплекс морского базирования.
- XGAM-71 Buck Duck[англ.] (1955) — ракета-постановщик помех.
- Pye Wacket[англ.] (1957) — проект ракеты класса «воздух-воздух» линзообразной формы, отменён на стадии разработки.
- FIM-43 Redeye (1960) — первый американский переносной зенитно-ракетный комплекс.
- Centaur («Центавр») — разгонный блок, широко используемый в американской космической программе.
- Атлас-Центавр — гражданская РН для запуска космических аппаратов.
- AGM-129 ACM (1983) — малозаметная стратегическая авиационная крылатая ракета с ядерной боевой частью.

## Интересные факты
Международный аэропорт Торонто Пирсон в Канаде расположен на улице Convair Drive названной в честь компании «Конвэр».